# Nordmakedonien ved OL
Nordmakedonien deltog første gang i olympiske lege som selvstændig land under Sommer-OL 1996 i Atlanta, og har siden deltaget i samtlige efterfølgende sommer- og vinterlege. Udøvere fra Nordmakedonien har tidligere deltaget som en del af Jugoslavien (1920–1992) og som en del af Uafhængig olympisk deltagere under Sommer-OL 1992 i Barcelona. På grund af navnekonflikten med Grækenland deltog Nordmakedonien officielt under navnet Former Yugoslav Republic of Macedonia (dansk: Den Tidligere Jugoslaviske Republik Makedonien), ofte forkortet til FYR Macedonia i perioden frem til og med Vinter-OL 2018 i Pyeongchang, Sydkorea. 12. februar 2019 ændredes navnet så til Republikken Nordmakedonien og fra Sommer-OL 2020 i Tokyo deltager landet således som Nordmakadonien.

## Medaljeoversigt
| Nordmakedoniens medaljer under de olympiske sommerlege | Nordmakedoniens medaljer under de olympiske sommerlege | Nordmakedoniens medaljer under de olympiske sommerlege | Nordmakedoniens medaljer under de olympiske sommerlege | Nordmakedoniens medaljer under de olympiske sommerlege | Nordmakedoniens medaljer under de olympiske sommerlege |                     | Nordmakedoniens medaljer under de olympiske vinterlege | Nordmakedoniens medaljer under de olympiske vinterlege | Nordmakedoniens medaljer under de olympiske vinterlege | Nordmakedoniens medaljer under de olympiske vinterlege | Nordmakedoniens medaljer under de olympiske vinterlege | Nordmakedoniens medaljer under de olympiske vinterlege |
| Lege                                                   | Guld                                                   | Sølv                                                   | Bronze                                                 | Totalt                                                 | Rang                                                   | Lege                | Guld                                                   | Sølv                                                   | Bronze                                                 | Totalt                                                 | Rang                                                   |                                                        |
| 1920–1988                                              | som en del af Jugoslavien                              | som en del af Jugoslavien                              | som en del af Jugoslavien                              | som en del af Jugoslavien                              | som en del af Jugoslavien                              | 1924–1992           | som en del af Jugoslavien                              | som en del af Jugoslavien                              | som en del af Jugoslavien                              | som en del af Jugoslavien                              | som en del af Jugoslavien                              |                                                        |
| 1992                                                   | som en del af Uafhængige olympiske deltagere           | som en del af Uafhængige olympiske deltagere           | som en del af Uafhængige olympiske deltagere           | som en del af Uafhængige olympiske deltagere           | som en del af Uafhængige olympiske deltagere           | 1924–1992           | som en del af Jugoslavien                              | som en del af Jugoslavien                              | som en del af Jugoslavien                              | som en del af Jugoslavien                              | som en del af Jugoslavien                              |                                                        |
| 1996 Atlanta                                           | 0                                                      | 0                                                      | 0                                                      | 0                                                      | –                                                      | 1994 Lillehammer    | Deltog ikke                                            | Deltog ikke                                            | Deltog ikke                                            | Deltog ikke                                            | Deltog ikke                                            |                                                        |
| 2000 Sydney                                            | 0                                                      | 0                                                      | 1                                                      | 1                                                      | 71                                                     | 1998 Nagano         | 0                                                      | 0                                                      | 0                                                      | 0                                                      | –                                                      |                                                        |
| 2004 Athen                                             | 0                                                      | 0                                                      | 0                                                      | 0                                                      | –                                                      | 2002 Salt Lake City | 0                                                      | 0                                                      | 0                                                      | 0                                                      | –                                                      |                                                        |
| 2008 Beijing                                           | 0                                                      | 0                                                      | 0                                                      | 0                                                      | –                                                      | 2006 Torino         | 0                                                      | 0                                                      | 0                                                      | 0                                                      | –                                                      |                                                        |
| 2012 London                                            | 0                                                      | 0                                                      | 0                                                      | 0                                                      | –                                                      | 2010 Vancouver      | 0                                                      | 0                                                      | 0                                                      | 0                                                      | –                                                      |                                                        |
| 2016 Rio de Janeiro                                    | 0                                                      | 0                                                      | 0                                                      | 0                                                      | –                                                      | 2014 Sotji          | 0                                                      | 0                                                      | 0                                                      | 0                                                      | –                                                      |                                                        |
| 2020 Tokyo                                             |                                                        |                                                        |                                                        |                                                        |                                                        | 2018 Pyeongchang    | 0                                                      | 0                                                      | 0                                                      | 0                                                      | –                                                      |                                                        |
| Totalt                                                 | 0                                                      | 0                                                      | 1                                                      | 1                                                      |                                                        | Totalt              | 0                                                      | 0                                                      | 0                                                      | 0                                                      |                                                        |                                                        |